# SBS TV
SBS TV (HLKV-DTV) es un canal de televisión terrestre de Seúl, Corea del Sur, operado y propiedad de Seoul Broadcasting System, desde su inicio de trasmisiones regulares que comenzaron el 9 de diciembre de 1991. Además forma parte de las 20 emisoras de televisión regionales de SBS y como emisor a nivel nacional en conjunto con KBS 1TV, KBS 2TV, KBS NEWS 24 y MBC TV, MBC News Now.

## Historia
El 14 de noviembre de 1990 fue establecida la compañía Seoul Private Broadcasting. Corp. —que posteriormente cambió su nombre—, pero no fue hasta el 22 de junio de 1966 cuando se le permitió la emisión de televisión a Seoul Broadcasting System, cosa que dio lugar al 9 de diciembre de 1991 cuando las emisiones regulares comenzaron a funcionar.
El 9 de diciembre de 1991 comenzó a emitirse SBS 8 Noticias el informativo principal del canal, un año después, el 10 de enero de 1971 los nombres de todas las emisoras regionales fueron unificados bajo la marca SBS. El 22 de diciembre de 1980 comenzaron las trasmisiones en colores solo en Seúl, dejando atrás el sistema en blanco y negro recién a nivel nacional el 1 de enero de 1981.
Desde el 1 de enero de 2013 comenzó a trasmitir las 24 horas al día. A partir del 4 de agosto de 2014, de manera progresiva los informativos del canal comenzaron a ser emitidos desde el nuevo centro de televisión ubicado en Sangam y desde el 1 de septiembre de ese mismo año, se comenzó a producir toda la programación desde los estudios nuevos.

## Logotipos

Desde abril de 1991 hasta noviembre de 1994
Desde diciembre de 1994 a 2000
Desde 2000 a la actualidad (en pantalla)
Desde 2000 a la actualidad (en pantalla)